# Miss World 1982
| Data:                | 18 listopada 1982                      |
| Kraj:                | Wielka Brytania                        |
| Miasto:              | Londyn                                 |
| Gala finałowa:       | Royal Albert Hall                      |
| Liczba uczestniczek: | 68                                     |
| Zwyciężczyni:        | Mariasela Alvarez Lebron, Dominikana   |
| Poprzedniczka:       | Carmen Josefina Leon Crespo, Wenezuela |
| Następczyni:         | Sarah-Jane Hutt, Wielka Brytania       |
| -------------------- | -------------------------------------- |

Miss World 1982 – był to 32. edycja konkursu Miss World, odbyła się ona 18 listopada 1982 r. w Royal Albert Hall w Londynie. Zwyciężyła Mariasela Alvarez Lebron reprezentująca Dominikanę, pokonała ona 67 pozostałych uczestniczek z całego świata.

## Wyniki

### Miejsca
| Wyniki finału   | Uczestniczka/Uczestniczki |
| --------------- | --- |
| Miss World 1982 | - Dominikana – Mariasela Alvarez Lebron |
| 1. wicemiss     | - Finlandia – Sari Aspholm |
| 2. wicemiss     | - Wielka Brytania – Della Dolan |
| 3. wicemiss     | - Szwajcaria – Lolita Morena |
| 4. wicemiss     | - Stany Zjednoczone – Elizabeth Caughey |
| 5. wicemiss     | - Trynidad i Tobago – Althea Rocke |
| 6. wicemiss     | - Irlandia – Roberta Brown |
| Półfinalistki   | - Australia – Catherine Morris - Boliwia – Brita Cederberg - Dania – Tina Nielsen - Filipiny – Sara-Jane Areza - Guam – Frances Limtiaco - Jugosławia – Ana Sasso - Kajmany – Maureen Lewis - Zimbabwe – Caroline Murinda |

### Kontynentalne Królowe Piękności
| Kontynent | Uczestniczka                            |
| --------- | --------------------------------------- |
| Afryka    | - Zimbabwe – Caroline Murinda           |
| Ameryki   | - Dominikana – Mariasela Alvarez Lebron |
| Azja      | - Filipiny – Sara-Jane Areza            |
| Europa    | - Finlandia – Sari Kaarina Aspholm      |
| Oceania   | - Australia – Catherine Ann Morris      |

### Kolejność wyczytywania półfinalistek
- 1. Australia
- 2. Boliwia
- 3. Kajmany
- 4. Dania
- 5. Dominikana
- 6. Finlandia
- 7. Guam
- 8. Irlandia
- 9. Filipiny
- 10. Szwajcaria
- 11. Trynidad i Tobago
- 12. Wielka Brytania
- 13. Stany Zjednoczone
- 14. Jugosławia
- 15. Zimbabwe

### Kolejność wyczytywania finalistek
- 1. Szwajcaria
- 2. Dominikana
- 3. Stany Zjednoczone
- 4. Trynidad i Tobago
- 5. Irlandia
- 6. Finlandia
- 7. Wielka Brytania

## Nagrody specjalne
| Nagroda              | Uczestniczka                       |
| -------------------- | ---------------------------------- |
| Miss Osobowości      | - Kajmany – Maureen Therese Lewis  |
| Miss Fotogeniczności | - Szwajcaria – Lolita Laure Morena |

## Uczestniczki
| Państwo                              | Uczestniczka                             | Miasto rodzinne |
| Aruba                                | Noriza Antonia Helder                    | Oranjestad      |
| Australia                            | Catherine Ann Morris                     | Sydney          |
| Bahamy                               | Oralee Laverne Stubbs                    | Nassau          |
| Belgia                               | Marie Pierre Lemaitre                    | Bruksela        |
| Bermudy                              | Heather Michelle Ross                    | Somerset        |
| Boliwia                              | Brita Margareta Cederberg                | Oruro           |
| Brazylia                             | Monica Jannuzzi                          | Londrina        |
| Chile                                | Mariana Margarita Reinhardt Lagos        | Santiago        |
| Curaçao                              | Vendetta Maria Roozendal                 | Willemstad      |
| Cypr                                 | Marina Elena Rauscher                    | Limassol        |
| Dania                                | Tina Maria Nielsen                       | Kopenhaga       |
| Dominikana                           | Mariasela Alvarez Lebron                 | Santo Domingo   |
| Ekwador                              | Gianna Machiavello Gonzalez              | Guayaquil       |
| Filipiny                             | Sara-Jane Coronel Areza                  | Manila          |
| Finlandia                            | Sari Kaarina Aspholm                     | Vantaa          |
| Francja                              | Martine Marie Philipps                   | Audincourt      |
| Gibraltar                            | Louise Michelle Gillingwater             | Gibraltar       |
| Grecja                               | Anthy Priovolos                          | Ateny           |
| Guam                                 | Frances Rose Limtiaco                    | Tamuning        |
| Gwatemala                            | Edith Suzanne Whitbeck Cain              | Gwatemala       |
| Hiszpania                            | Ana Isabel Herrero Garcia                | Zaragoza        |
| Holandia                             | Irene Maria Petronnella Heinrichs Schell | Venlo           |
| Honduras                             | Ana Lucia Rivera Castro                  | San Pedro Sula  |
| Hongkong                             | Cally Kwong Mei-Wan                      | Hongkong        |
| Indie                                | Uttara Mhatre                            | Nashik          |
| Indonezja                            | Andi Botenri                             | Dżakarta        |
| Irlandia                             | Roberta Brown                            | Derry           |
| Islandia                             | Maria Björk Sverrisdóttir                | Reykjavík       |
| Izrael                               | Anat Kerem                               | Hajfa           |
| Jamajka                              | Cornelia Ramona Roxanne Parchment        | Kingston        |
| Japonia                              | Mutsuko Kikuchi                          | Tokio           |
| Jugosławia                           | Ana Sasso                                | Split           |
| Kajmany                              | Maureen Therese Lewis                    | George Town     |
| Kanada                               | Jody Jensen                              | Calgary         |
| Kolumbia                             | Maria Teresa Gomez Fajardo               | Medellín        |
| Korea                                | Choi Sung-yoon                           | Seul            |
| Kostaryka                            | Maureen Jimenez Solano                   | San José        |
| Liban                                | May Mansour Chahwan                      | Bejrut          |
| Malezja                              | Nellie Teoh Swee Yang                    | Kuala Lumpur    |
| Malta                                | Adelina Camilleri                        | Mosta           |
| Wyspa Man                            | Maria Elizabeth Craig                    | Jurby           |
| Meksyk                               | Ana Ruth Garcia Jimenez                  | Villahermosa    |
| RFN                                  | Kerstin Natalie Paeserack                | Hanower         |
| Norwegia                             | Janett Carine Krefting                   | Oslo            |
| Nowa Zelandia                        | Susan Jane Mainland                      | Hamilton        |
| Panama                               | Lorena Moreno                            | Panama          |
| Paragwaj                             | Susan Dominguez Gutter                   | Asunción        |
| Peru                                 | Cynthia Mercedes Piedra                  | Lima            |
| Portoryko                            | Jannette Torres Burgos                   | San Juan        |
| Portugalia                           | Suzana Walker dos Santos Dias            | Lizbona         |
| Salwador                             | Lorendana Munguta                        | San Salvador    |
| Samoa Zachodnie                      | Lilly Caroline Hunt                      | Apia            |
| Singapur                             | Yvonne Tan                               | Singapur        |
| Sri Lanka                            | Tania Colleen Anne Pereira               | Panadura        |
| Stany Zjednoczone                    | Elizabeth LuAnn Caughey                  | Abilene         |
| Szwajcaria                           | Lolita Laure Morena                      | Locarno         |
| Szwecja                              | Anne-Lie Margareta Sjöberg               | Eskilstuna      |
| Tahiti                               | Teura Tuhiti                             | Papeete         |
| Tajlandia                            | Alisa Kajornchaiyakul                    | Bangkok         |
| Trynidad i Tobago                    | Althea Ingrid Rocke                      | Port-of-Spain   |
| Turcja                               | Ayse Belgin Guven                        | Stambuł         |
| Urugwaj                              | Varinia Roxana Govea Pazos               | Montevideo      |
| Wenezuela                            | Michelle Marie Shoda Belloso             | Maracaibo       |
| Wielka Brytania                      | Della Frances Dolan                      | Grimsby         |
| Włochy                               | Raffaella del Rosario                    | Bolonia         |
| Wyspy Dziewicze Stanów Zjednoczonych | Benedicta Acosta                         | St. Croix       |
| Turks i Caicos                       | Lolita Elaine Ariza                      | Grand Turk      |
| Zimbabwe                             | Caroline Murinda                         | Harare          |

## Notatki dot. krajów uczestniczących

### Państwa powracające i debiuty
- Indonezja i Wyspy Turks i Caicos uczestniczyły w konkursie Miss World pierwszy raz.
- Jugosławia ostatnio uczestniczyła w konkursie w 1975 r.
- Portugalia ostatnio uczestniczyła w konkursie w 1979 r.
- Panama i Paragwaj ostatnio uczestniczyły w konkursie w 1980 r.

### Państwa, które zrezygnowały z udziału w konkursie
- Argentyna nie uczestniczyła w konkursie z powodu trwającego z Wielką Brytanią politycznego konfliktu o Falklandy.
- Reprezentująca Austrię, Rita Isabelle Zehtner, nie uczestniczyła w konkursie z powodów osobistych.